# スタークェスト
『スタークェスト』は、エドワード・リプセットが製作したSF・RPG（テーブルトークRPG）。
1984年9月にツクダホビーよりボックス版にて発売された。
デザイナーのエドワード・リプセットは外国人であるが、このゲームは翻訳ではなく完全な日本オリジナル製品である。
日本のテーブルトークRPG黎明期の作品ではあるが、ノベライズ展開もされており、谷甲州により小説化がなされている。
プレイヤーキャラクターは様々な異星種族たちによる広大な銀河文明を駆け回る旅人を演じることになる。
ゲームとしてはトラベラーと同じく、「ヒロイックなスペースオペラ」の要素は薄い。
1d1000による行為判定、100種類から選ぶことのできる異星種族、経歴によって成長していくキャラクター作成など、特徴的なシステムを持っている。
1984年に発売された日本における最初期のテーブルトークRPGであり、ツクダホビーの製品番号は「HG-032-R」。
1983年発売の『エンタープライズ』（HG-014-R）、『クラッシャージョウ』（HG-015-R）、
1984年発売の『ローズ・トゥ・ロード』（HG-030-R）よりも後に発売された作品である。

## 世界設定
異星種族たちによる広大な銀河文明を舞台にする。舞台となる文明圏があまりに広いため、各星系の詳細なデータは用意されていない。
ゲームマスターがシナリオごとに舞台となる星系を作成することになるが、そのための星系作成ルールは存在しない。
宇宙船データ、宇宙船戦闘ルールなどは用意されていない。

## システム

### 行為判定
行為判定は下方判定に属する。
1d1000（10面ダイスを三つ振り、一つを100の位、一つを10の位、一つを1の位とする）という類を見ないダイスの振り方を行なう。
アビリティ（能力値）は0〜1000の数値で表される。アビリティによる行為判定を行なう場合、1d1000でアビリティの数値以下を振れば成功となる。
スキル（技能）は0〜1000の数値で表される。ルールブックの本文中では、スキルによる行為判定の方法が記述されていない。その方法は、デザイナーズノートを見ると記述されている。
スキルの成功率が基本成功率＋追加ポイントとなるのは、（桁がひとつ多いことを除けば）『クトゥルフの呼び声』などのベーシック・ロールプレイングと同様のルールである。

### 除数と損傷
武器にはすべて除数が決められており、武器の攻撃が命中すると、キャラクターは1d1000÷除数の損傷を受ける。
例えば除数3のレーザーライフルが命中し、損傷を決めるダイスで出目が638となった場合、損傷212となる。
損傷を受けたキャラクターは、その点数だけ一時的にVITが減少する。VITが0以下になると死亡する。

## キャラクター

### アビリティ
アビリティ（能力値）とは、キャラクターの基本的な能力を表す数値である。
STR（体力）・DEX（器用さ）・PSI（超能力）・INT（知能）・VIT（バイタリティ）・REF（反射能力）・CHR（カリスマ）の7種類がある。

### スキル
スキル（技能）とは、キャラクターが学習や訓練によって習得した能力を表す数値である。『スタークェスト』では172種類が紹介されている。
その中で、キャラクターが経歴によって習得する可能性が高いのは、宇宙服、機械学、コンピューター、電子応用学、ノーマル・スペース・パイロット、エネルギー兵器など、十数種類程度になる。

### 種族
『スタークェスト』の基本ルールでは、キャラクターは異星種族として4種族を選択することができる。
- 人類 - 普通の人類。アビリティはどれも平均的になる。
- イシュタリ族 - ケンタウロス型の異星種族。鼻は鼻腔がひとつだけであり、そこから火を吹くことができる。特にSTRが高い。
- バクニー族 - 直立歩行をしたトカゲのような異星種族。腕（前脚）は4本ある。STRが高くREFが低い。
- キ・ジン族 - 猫のような獣人種族。暗闇でも目が見える。特にDEXが高い。

サプリメントの『エイリアンレース』では、100種類の異星種族が紹介されている。

### 経歴
作成時にキャラクターが経歴を重ねて成長して行くのが『スタークェスト』の大きな特徴のひとつであり、それ自体が一種のゲームのようになっている。
20歳の若者として社会に出るところから始まり、機関と部門から希望のものを選び（あるいは徴兵され）、「スキル獲得」「オファー（特別任務）」「勲章」「昇進」「負傷」などのパーセンテージロールを一期（2.5年）単位で行なう。
それによってアビリティやスキルが向上していく。
しかし、40歳を過ぎると老化現象の判定も加わり、加齢による肉体の衰えが始まり、アビリティが低下する。
これらの機関と部門で定められたパーセンテージロールを繰り返していく中で、
- 冒険の旅に出るのに充分と思われるまでキャラクターのアビリティやスキルが向上した。
- これ以上歳を取ったら老化により冒険に出るには厳しいと思われるようになった。

上記のどちらかの時点で冒険が始まる。
つまり、『スタークェスト』ではキャラクターが社会に出てある程度の経験を積んで行く中で、訪れた転機の後の“第二の人生”をプレイすることになる。

### 機関と部門
キャラクターが希望または徴兵されて入り、アビリティやスキルを得ていく機関と部門には、下記のようなものがある。
- 宙軍
  - 物資補給部 - 宙軍の物資を補給する。
  - 基地 - 基地所属の部隊。
  - 情報部 - 各星系の情報を収集している。
  - 艦隊 - 宙戦闘の中心となる部隊。
  - 戦闘機部隊 - 宙戦闘の先鋒となる部隊。
  - 偵察部 - 第二帝国の敵勢力を監視する。
  - 接触調査部 - 新しい惑星のサピエント（思考体）と接触して予備交渉を行なう。
- 陸軍
  - 物資補給部 - 陸軍の物資を補給する。
  - 重歩兵部隊 - 陸上戦闘の中心となる部隊。
  - 海兵隊 - 陸上戦闘の先鋒となる部隊。
  - 特殊部隊 - 秘密任務を果たす。
  - 情報部 - 各星系の情報を収集している。
  - 空陸機甲部隊 - 重装備・重兵器を運用する。
- 貿易商社
  - クラスI・貿易部門 - 巨大規模商社の貿易部門。
  - クラスI・軍隊 - 巨大規模商社の戦闘部門。
  - クラスII・貿易部門 - 大規模商社の貿易部門。
  - クラスII・戦闘部隊 - 大規模商社の戦闘部門。
  - クラスII・情報部 - 大規模商社の情報収集部門。
  - クラスIII・貿易部門 - 中規模商社の貿易部門。
  - クラスIII・戦闘情報部 - 中規模商社の情報収集部門。
  - クラスIV - 小規模商社。何でもこなす。
- 医術友愛協会
  - 研究 - 医学研究者として活動。
  - 診療 - 医療従事者として活動。
- ザカニア大学 - 第二帝国の後援を受けた研究機関。
- ライオン・ガード - 第二帝国皇帝とその家族を守る部隊。初期から入隊することはできず、他機関にいると低確率で勧誘を受ける。
- 帝国諜報機関 - Service of the Empire:SOTE。情報部エリート。初期から入隊することはできず、他機関にいると低確率で勧誘を受ける。